# Acrotona absona
Acrotona absona är en skalbaggsart som beskrevs av Thomas Casey 1910. Acrotona absona ingår i släktet Acrotona och familjen kortvingar. Inga underarter finns listade i Catalogue of Life.